# Палій Гордій Кіндратович
Палій Гордій Кіндратович (1936, с. Лотівка — 1 грудня 2019, Вінниця) — український вчений, доктор медичних наук, професор, заслужений діяч науки і техніки, академік Академії Наук Вищої школи України з 1994 року.
Закінчив Чернівецький державний медичний інститут. Працював у с. Мала Совпа Межиріцького району Рівненщини. З 1976 року — завідувач кафедри мікробіології, вірусології та імунології Вінницького медінституту.
Автор понад 200 наукових статей, 40 авторських свідоцтв та винаходів.